# Anxhela Peristeri
Anxhela Peristeri (pronuncia em albanês: [andʒɛla pɛɾistɛɾi]; Korçë, Albânia; 24 de março de 1986) é uma cantora e compositora albanesa.

## Biografía
Anxhela Peristeri começou a sua educação em Korçë, a sua cidade natal, mas acabou o ensino secundário em Tirana, capital da Albânia. Posteriormente estudou na Grécia, país onde viveu por alguns anos e também onde participou da versão local do X Factor.
No ano de 2001, começou a carreira musical no Festivali i Këngës, com a canção «Vetem ti te kam», música pela qual tornou-se conhecida no seu país de origem. Três anos depois participou da 1.ª edição do do Top Fest com a música «1001 djem» que teve muito sucesso e foi incluida no seu primeiro álbum «Anxhela per ju», lançado em 2004. Em 2005 participou da competição musical albanesa «Kënga Magjike», com a música «Sonte dridhuni», após aquela participação, a cantora esteve emigrada em Atenas durante nove anos.
Em 2014, Peristeri regressou à Albânia com a música «Femër Mediatike», aquele mesmo ano a cantora voltou ao festival «Kënga Magjikë» com a canção «Ai po iken», desde o seu retorno ao país de origem, a artista mora em Tirana e participa com frequência em diversos concursos musicais. Em 2016, sagrou-se como a 1.ª vencedora da versão albanesa do reality A Tua Cara não me é Estranha. Já em 2017, venceu o festival «Kënga Magjikë» com a música «E Çmendur».
Em outubro de 2020, a cantora venceu a 59.ª edição do Festivali i Këngës o que permitiu-lhe ser a representante da Albânia na Eurovisão de 2021, com a música «Karma».

## Discografia

### Álbuns de estúdio
- Anxhela për ju (2004)

### Singles
- Vetëm ty të kam (2001)
- 1001 djem (2004)
- Ishe mbret (2004)
- Hej Ti (2005)
- Sonte dridhuni (com Big Man) (2005)
- Femer Mediatike (2014)
- Ai Po Iken (2014)
- Bye Bye (com Marcus Marchado) (2015)
- Ska Si Ne (com Aurel, Blerina & Erik) (2015)
- Si Po Jetoj (2015)
- Llokum (com Gold AG & LABI) (2016)
- Genjeshtar (2016)
- Qesh (com Aurel Thëllimi) (2017)
- I Joti (2017)
- E Çmendur (2017)
- Insanely in Love (com Kastriot Tusha) (2018)
- Shpirti ma di (2018)
- Pa Mua (2018)
- Muza Ime (com Mateus Frroku) (2019)
- Maraz (2019)
- Shpirt i Bukur (2019)
- Dikush i imi (2019)
- Ata (com Sinan Vllasaliu) (2020)
- Dashni (2020)
- Lujta (2020)
- Karma (2020)